# Flaga Nepalu
Flaga Nepalu (nep. नेपालको झण्डा) – jeden z symboli państwowych Nepalu.

## Historia i symbolika
Jest to jedyna na świecie flaga państwowa, która nie jest czworokątem. Nawiązuje ona do tradycyjnych trójkątnych chorągwi azjatyckich. Dwa trójkąty symbolizują Himalaje oraz dwie religie – hinduizm i buddyzm. Karmin jest narodową barwą Nepalu. Księżyc i Słońce początkowo symbolizowały rody króla i premiera, a także życzenie, by naród mógł żyć tak długo jak te dwa ciała niebieskie.
Flaga została przyjęta 16 grudnia 1962 roku. Prostokąt opisujący flagę nepalską ma proporcję ok. 1:1.21901033. Konstrukcja flagi jest dokładnie opisana w konstytucji nepalskiej.

## Historyczne wersje flagi

### Sztandary królewskie

Sztandar królewski w latach 1928–1969
Sztandar królewski w latach 1969–2001
Sztandar królewski w latach 2001–2008

### Flagi narodowe

Flaga Nepalu z XIX wieku
Flaga Nepalu w latach 1856–1930
Flaga Nepalu w latach 1930–1962